# Artur Victor Guimarães
Artur Victor Guimarães (Fortaleza, 15 de febrero de 1998), conocido simplemente como Artur, es un futbolista brasileño que juega como delantero para el Botafogo del Campeonato Brasileño de Serie A.

## Carrera

### Ceará
Artur es de Ceará de Fortaleza, pero vivió la mayor parte de su infancia en Campo Maior, una ciudad que se encuentra a 80 km de Teresina, capital de Piauí, adonde fue cuando tenía cuatro años. Además de sus primeros contactos con el fútbol, tiene muy claros los recuerdos de los juegos callejeros.

### Palmeiras
Con tan solo 16 años, se encontró solo en São Paulo. De hecho, no del todo solo, ya que se fue a vivir al alojamiento del Palmeiras, donde tantos otros jugadores le hacían compañía, pero lejos de toda su familia y amigos.
Desde siempre, el jugador afirmó tener como ídolos y espejo en medio del fútbol, a Dudu y Gabriel Jesus, que ya habían jugado en el Palmeiras.

### Novorizontino y Londrina
Con el objetivo de ganar minutos de juego, fue cedido al Grêmio Novorizontino para disputar el Campeonato Paulista y, posteriormente, a Londrina, por lo que participó en la Serie B del Campeonato Brasileño, con 8 goles y 10 asistencias. Destacó en ataque, ganando el título de Primera Liga, sobre el Atlético Mineiro, después de un empate 0-0 en el tiempo reglamentario y una victoria por 4-2 en los penaltis. Destacó el volante ofensivo, líder de asistencias en la competición.

### Regreso al Palmeiras
Con la finalización del contrato de préstamo con Londrina, regresó al Palmeiras para 2018, donde fue campeón brasileño, pero jugo pocos minutos. Se proclamó bicampeón de Brasil tras la victoria del Palmeiras ante el Vasco, por 0-1, en São Januário.

### Bahía
A principios de 2019, fue cedido a Bahía para tener más oportunidades. Sus jugadas incisivas y asistencias, lo convirtieron en el líder de asistencia del Bahía en 2019.

### Red Bull Bragantino
En 2020, fichó por el Red Bull Bragantino, donde comenzó a destacar junto a otras jóvenes promesas del fútbol brasileño.
El 22 de septiembre de 2021, Artur anotó desde el punto de penalti en la victoria de 2-0 del Red Bull Bragantino sobre el Club Libertad en el partido de ida de la semifinal de la Copa Sudamericana. Repitió la hazaña en el partido de vuelta una semana después, asegurando una victoria global por 5-1, y un lugar en la final de una competencia internacional importante por primera vez en la historia de Bragantino.

### Rusia
El 8 de enero de 2024 se hizo oficial su fichaje por el Zenit de San Petersburgo hasta el final de la temporada 2026-27. En sus primeros meses en el club, consiguieron los tres títulos nacionales y suyo fue el gol que les permitió ganar la Liga Premier de Rusia en la última jornada. Estuvo un año en el equipo, en el que disputó 35 partidos, anotó siete tantos y dio seis asistencias, y en enero de 2025 fue traspasado al Botafogo.

## Selección nacional
Artur ha sido internacional en categorías inferiores por Brasil, representando a su país en las categorías sub-20 y sub-23.
En septiembre de 2021 fue convocado a la selección de Brasil para los partidos de clasificación para la Copa del Mundo contra Argentina y Perú.

## Clubes
| Club                          | País   | Año           |
| ----------------------------- | ------ | ------------- |
| S. E. Palmeiras               | Brasil | 2016-2020     |
| Grêmio Novorizontino (cedido) | Brasil | 2017          |
| Londrina E. C. (cedido)       | Brasil | 2017          |
| E. C. Bahia (cedido)          | Brasil | 2019          |
| Red Bull Bragantino           | Brasil | 2020-2023     |
| S. E. Palmeiras               | Brasil | 2023-2024     |
| Zenit de San Petersburgo      | Rusia  | 2024-2025     |
| Botafogo                      | Brasil | 2025-presente |

## Palmarés

### Títulos regionales
| Título                 | Club           | Región | Año  |
| ---------------------- | -------------- | ------ | ---- |
| Primera Liga de Brasil | Londrina E. C. | Brasil | 2017 |
| Campeonato Baiano      | E. C. Bahia    | Bahía  | 2019 |

### Títulos nacionales
| Título                          | Club                     | País   | Año  |
| ------------------------------- | ------------------------ | ------ | ---- |
| Campeonato Brasileño de Serie A | S. E. Palmeiras          | Brasil | 2016 |
| Campeonato Brasileño de Serie A | S. E. Palmeiras          | Brasil | 2018 |
| Campeonato Brasileño de Serie A | S. E. Palmeiras          | Brasil | 2023 |
| Liga Premier de Rusia           | Zenit de San Petersburgo | Rusia  | 2024 |
| Copa de Rusia                   | Zenit de San Petersburgo | Rusia  | 2024 |
| Supercopa de Rusia              | Zenit de San Petersburgo | Rusia  | 2024 |